# Environnement en Estonie
L'environnement en Estonie est l'environnement (ensemble des éléments - biotiques ou abiotiques - qui entourent un individu ou une espèce et dont certains contribuent directement à subvenir à ses besoins) du pays Estonie.

## La biodiversité en Estonie

### Milieux, faune et flore
D'une superficie (45 227 km2) proche de celle des Pays-Bas (celle définie par le traité de paix de Tartu en 1920 était de 47 549 km2), l'Estonie est le plus septentrional des pays baltes, largement ouvert à l'ouest sur la mer Baltique, au nord sur le golfe de Finlande (3 794 km de côtes), bordé à l'est par la Russie (frontière de 294 km) et au sud par la Lettonie (frontière de 339 km). La côte estonienne est essentiellement rocheuse.
10 % du territoire est composé d'un archipel de plus de 1 500 petites îles situées dans la Baltique dont les deux plus grandes sont Hiiumaa (989 km2) et Saaremaa (2 673 km2).

#### Milieux
L'Estonie est un pays de terres basses marécageuses. 48 % du pays est constitué de bois et de forêts, la taïga, et 13 % de marais à tourbe. L'Estonie compte également plus de 1 400 lacs.
Le lac Peïpous est le quatrième plus grand lac d'Europe après les lacs Ladoga et Onega en Russie et le Vänern en Suède. Il ressemble à une véritable mer intérieure du point de vue de sa superficie et sert de frontière à l'est avec la Russie. Il est gelé en hiver pendant quatre mois et est navigable pendant les huit autres mois de l'année. À l'inverse, l'été avec les longues journées ensoleillées estoniennes, le lac est propice à la baignade et de nombreux Estoniens et Finlandais sont attirés par les plages de dunes sur son côté nord. Il présente même de nombreux campings gratuits, mode d'hébergement favori dans les pays nordiques. Le reste du lac est par contre davantage composé de marécages.

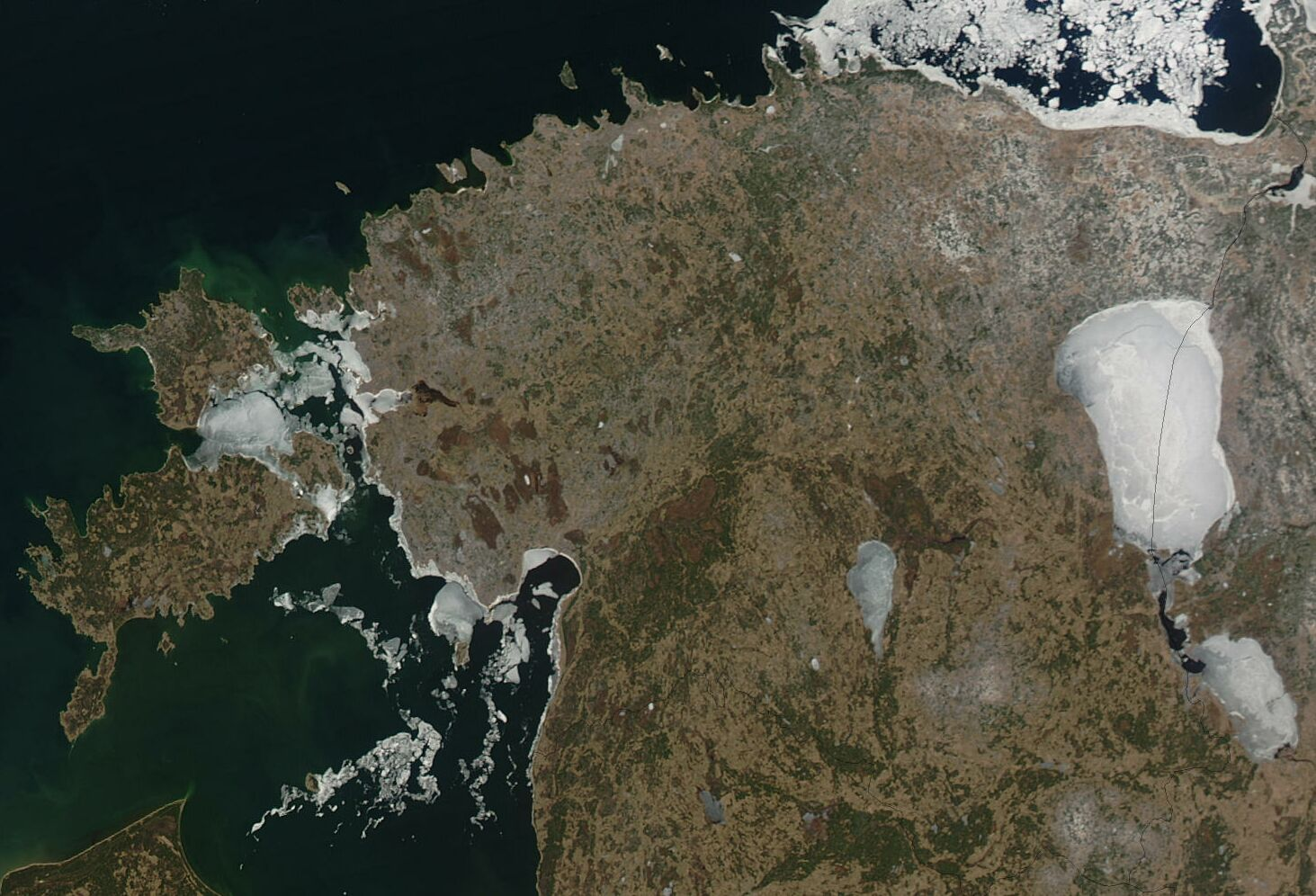
Vue satellite de l'Estonie en avril – lacs gelés et glace sur la mer Baltique.
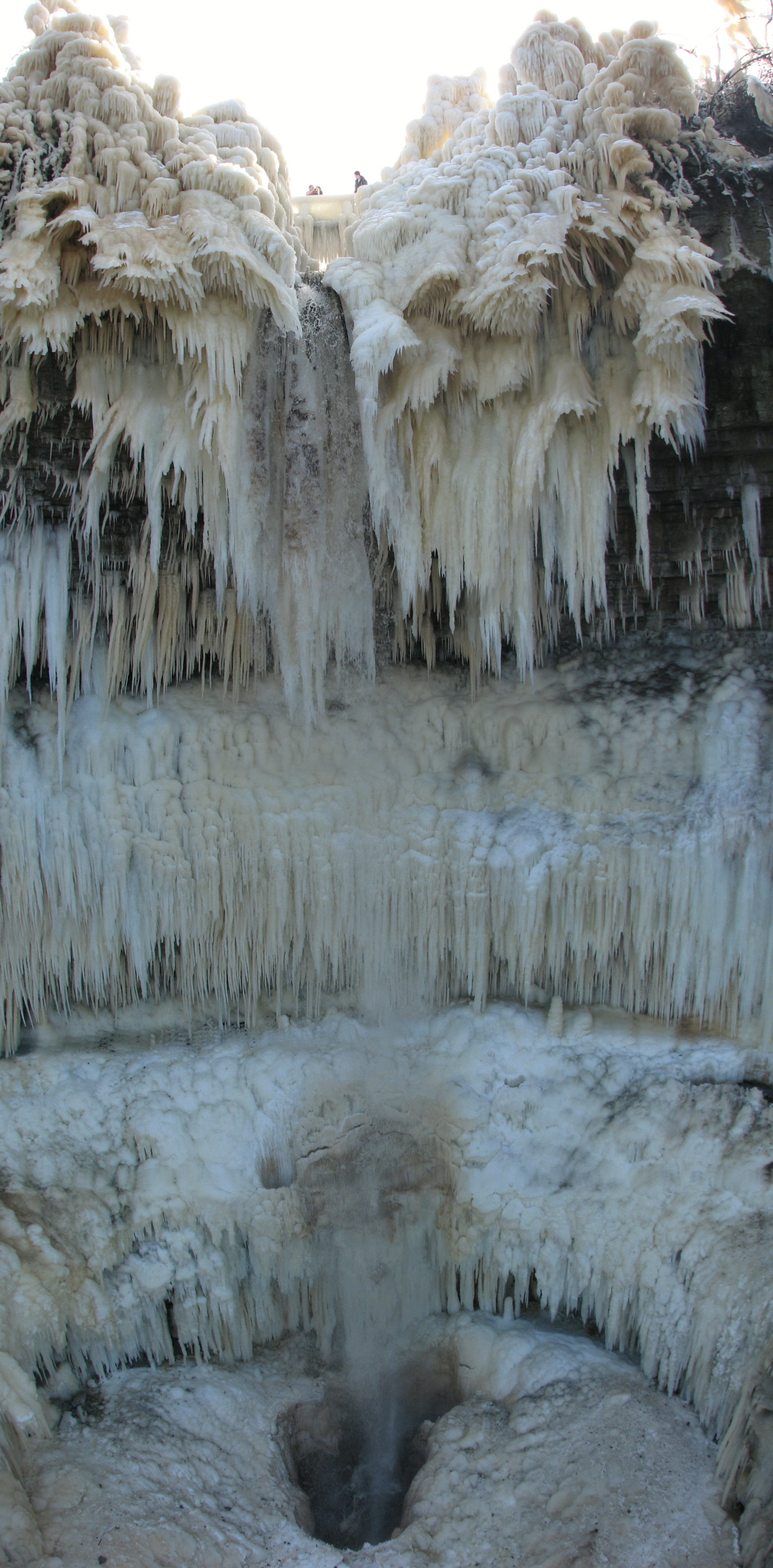
Chute Valaste en hiver.
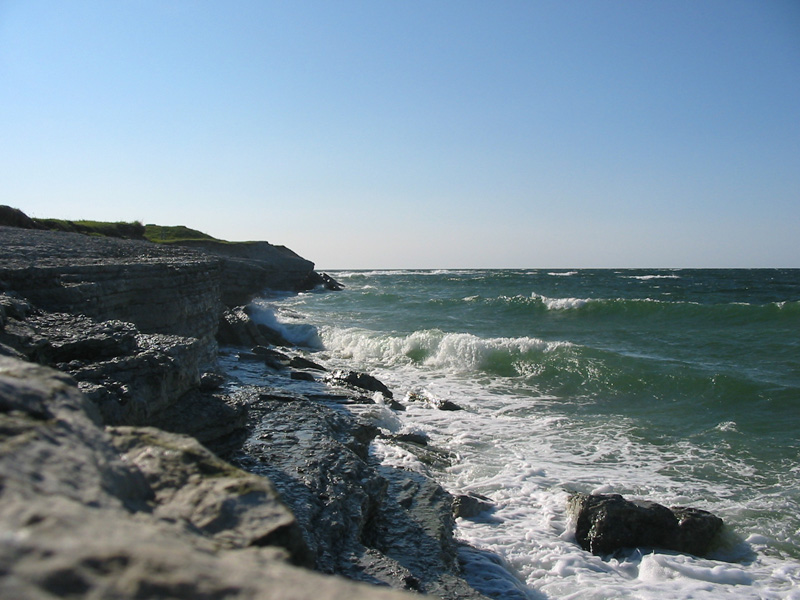
Paysage de la côte d'Osmussaar.
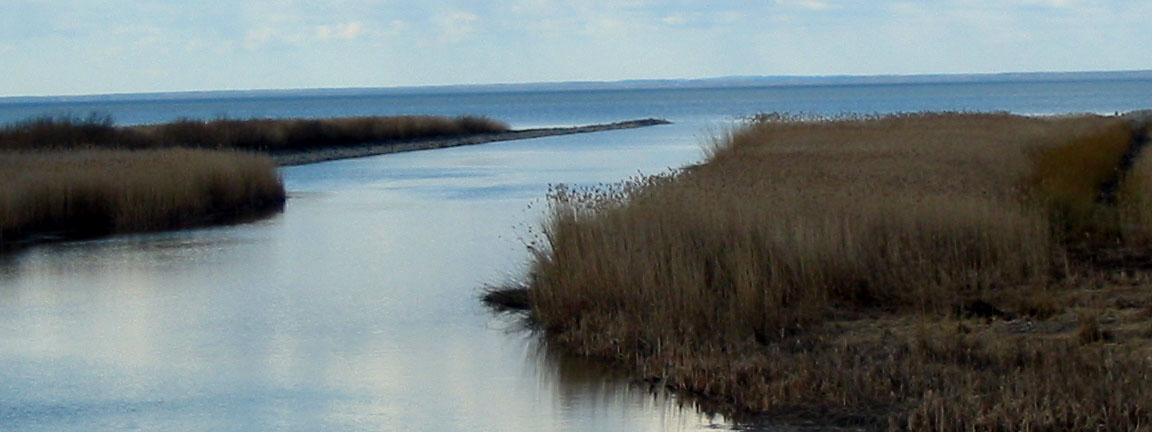
La rivière Emajõgi et le lac Võrts (Võrtsjärv).
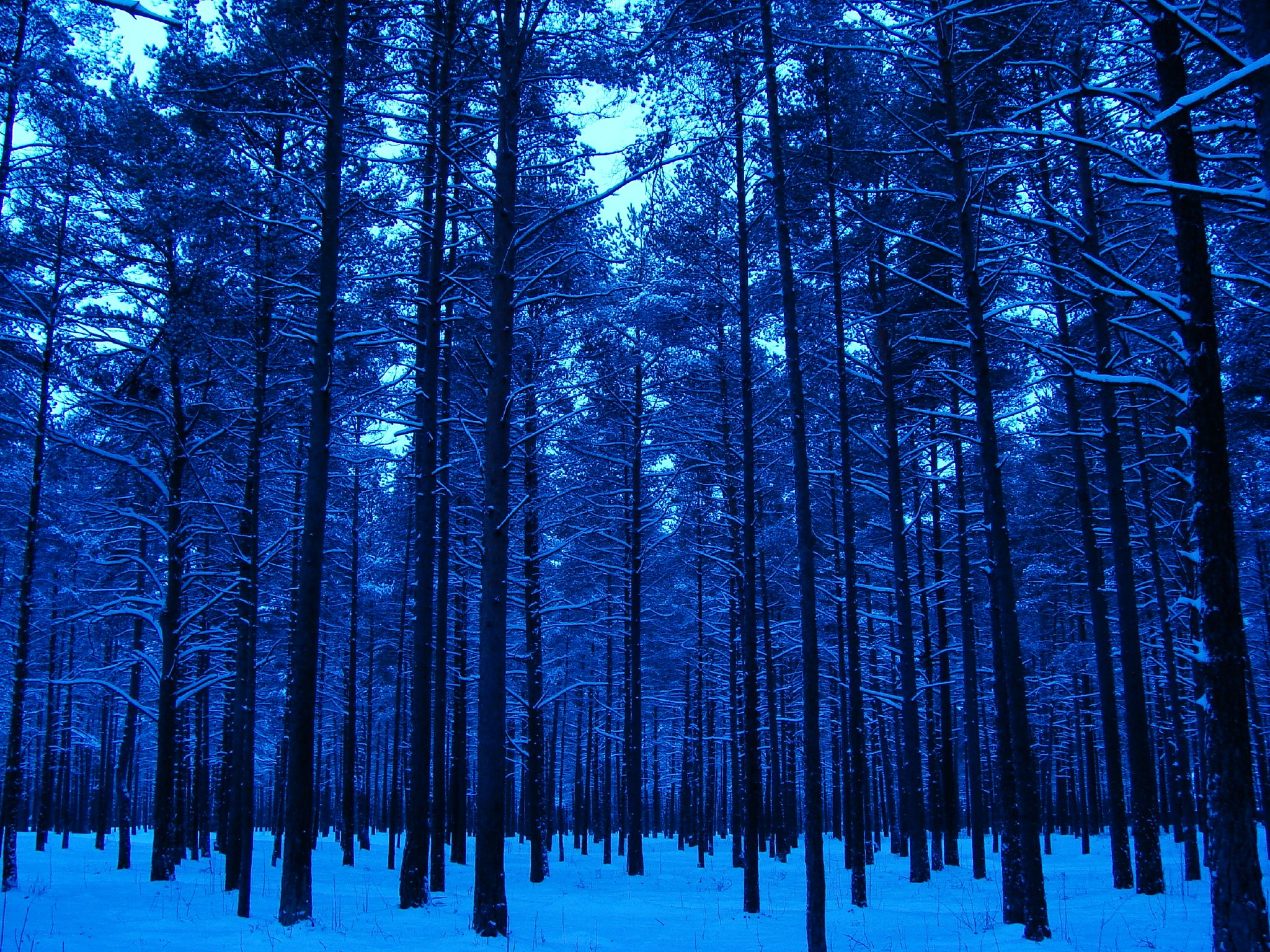
La taïga, forêt boréale à Männiku.

#### Faune et flore

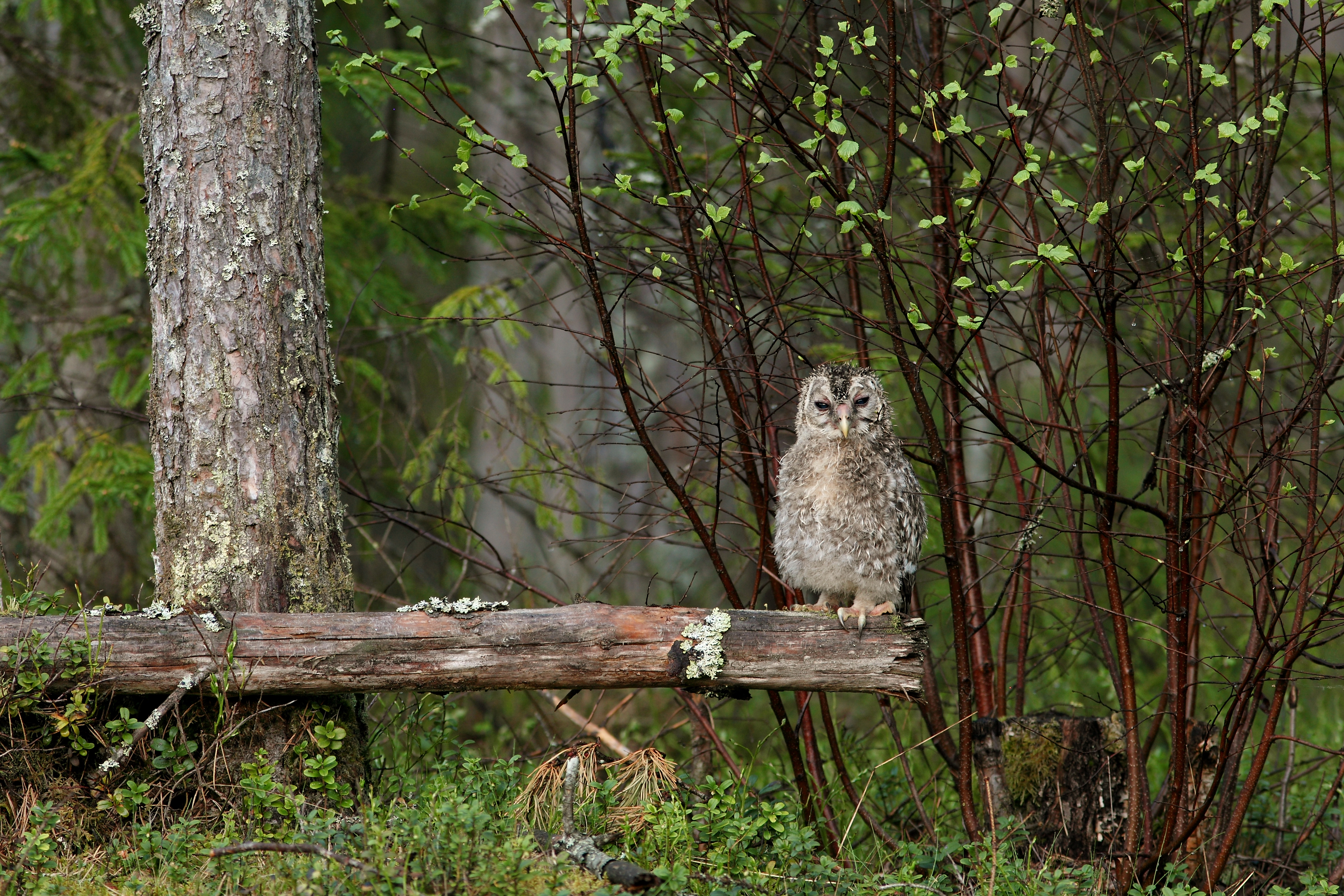
Chouette de l'Oural, Commune d'Albu.

#### Parcs nationaux

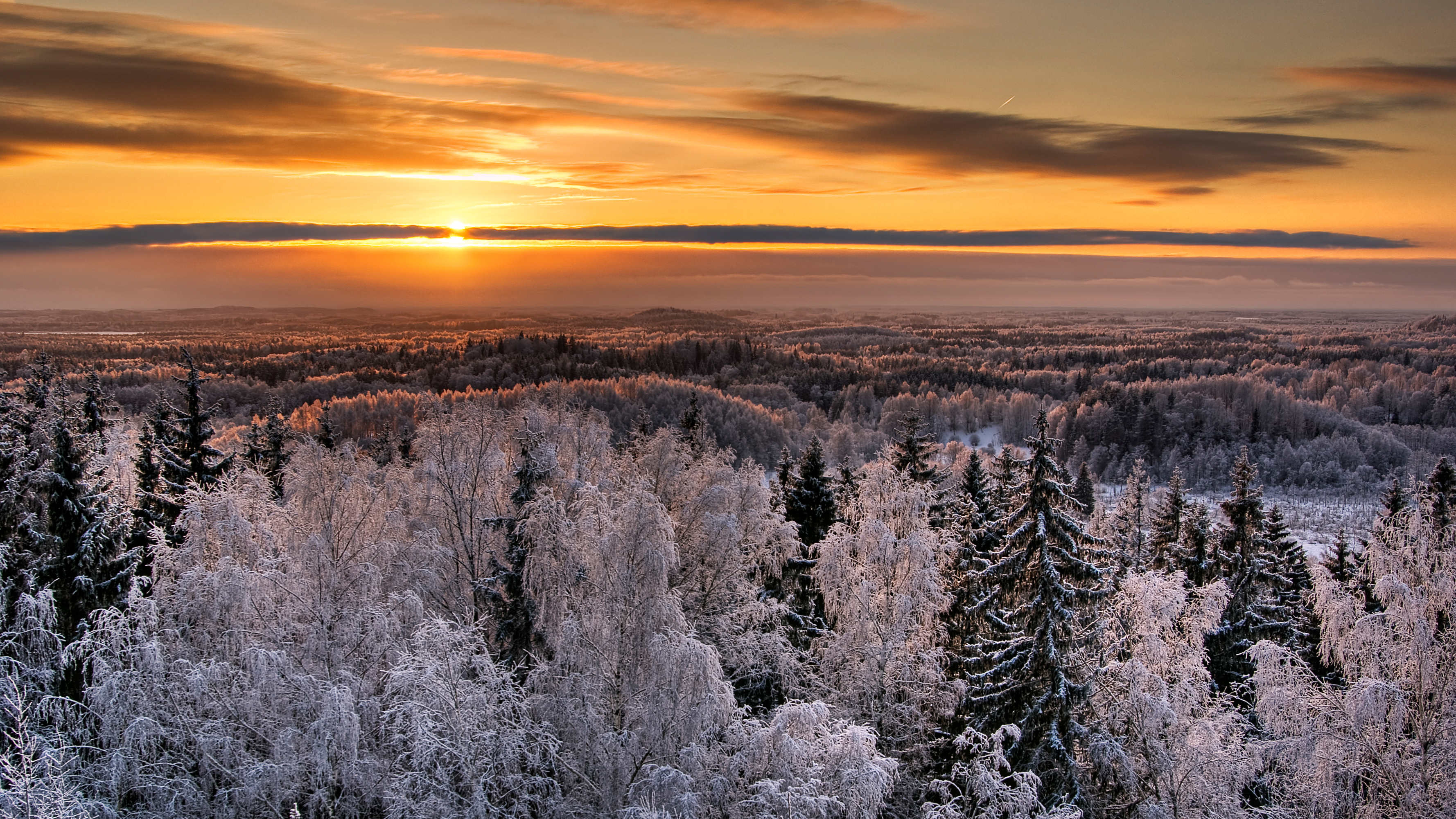
Parc national de Karula.

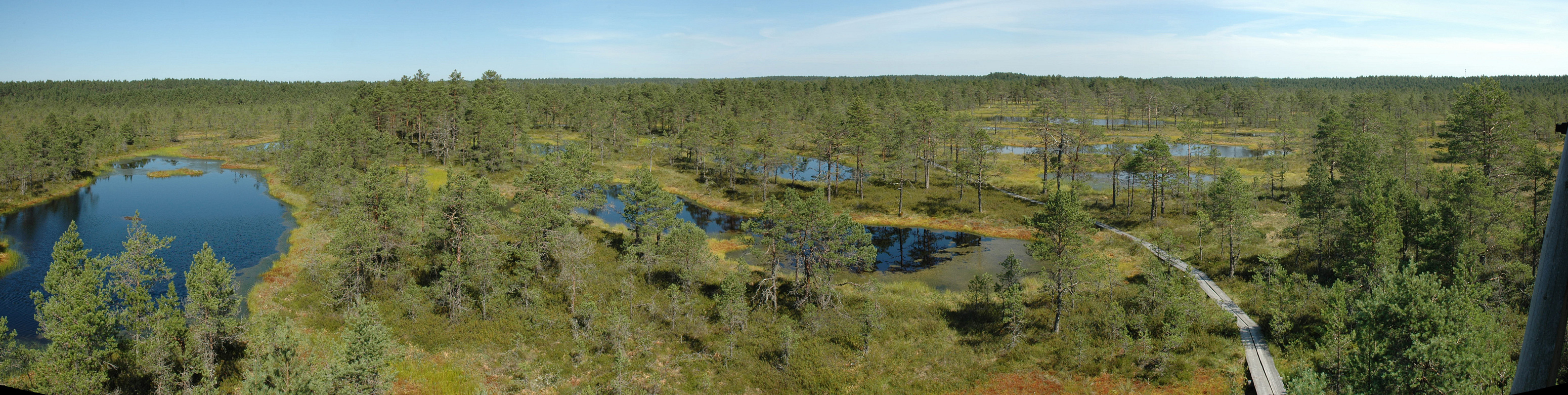
Paysage estonien – parc national de Lahemaa.

### Zones protégées

#### Réseau européen Natura 2000
Le réseau Natura 2000 rassemble des sites naturels ou semi-naturels de l'Union européenne ayant une grande valeur patrimoniale, par la faune et la flore exceptionnelles qu'ils contiennent.
En décembre 2018, l'Estonie comptait 567 sites dont :
- 66 zones de protection spéciale (ZPS) pour les oiseaux sur une superficie de 12 683 km2 ;
- 541 zones spéciales de conservation (ZSC) (dont les pSIC, SIC) pour les habitats et les espèces sur une superficie de 11 689 km2.

La superficie totale est de 14 861 km2, ce qui représente 17,9 % de la surface terrestre et marine du territoire de l'Estonie.

#### Cartographie des sites Natura 2000 de l'Estonie
- [image] Carte des sites Natura 2000 (SIC, ZSC + ZPS) de l'Estonie, décembre 2017 (haute définition), Source

## Impacts sur les milieux naturels

### Agriculture

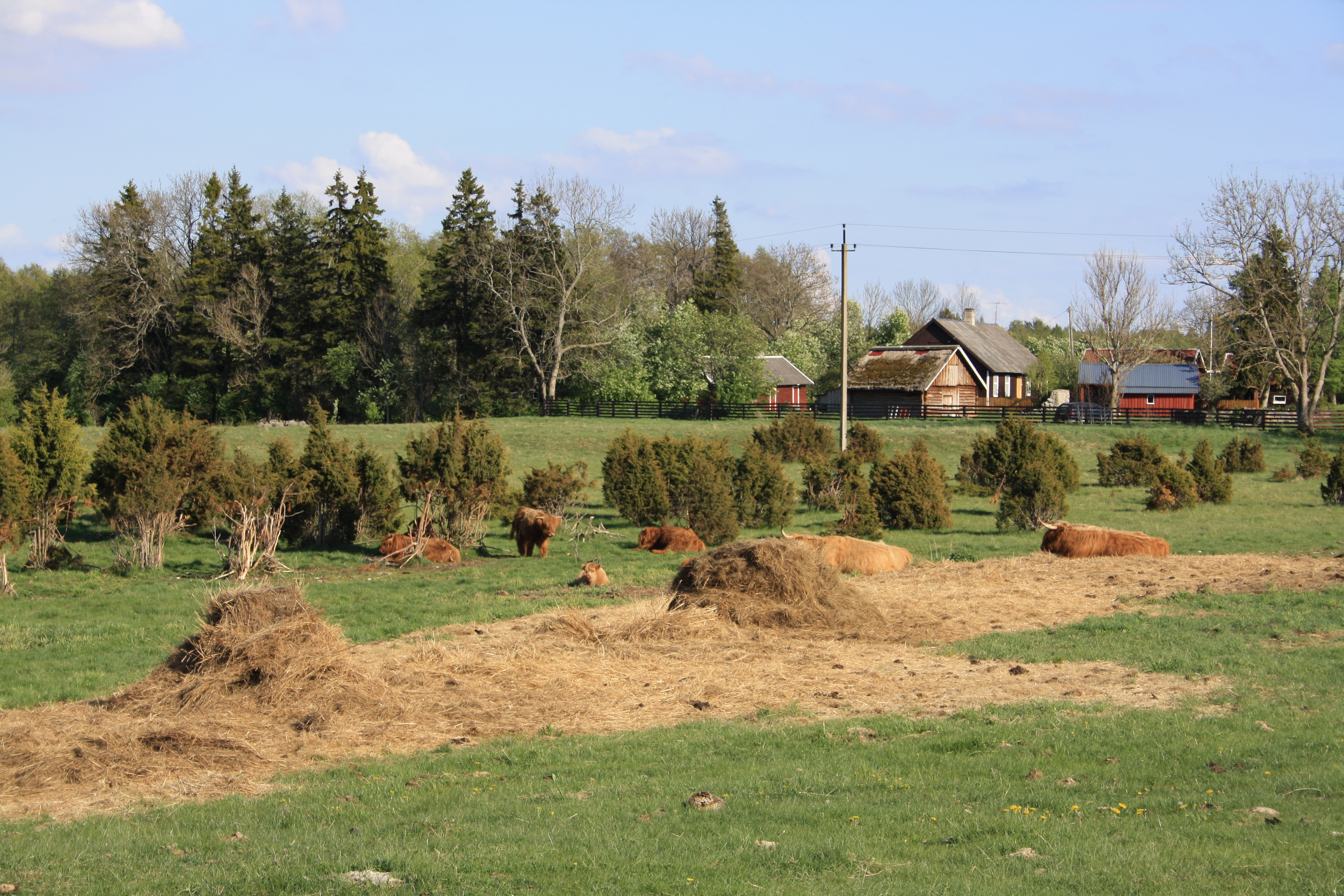
Un élevage bovin et une ferme dans l'île de Vormsi

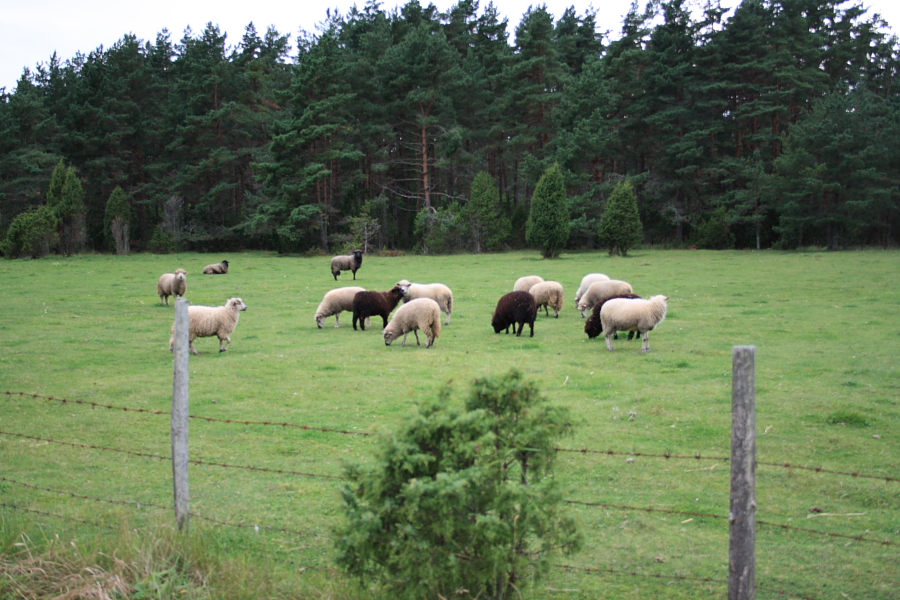
Un élevage ovin dans l'île de Hiiumaa

Le pays compte peu de cultures agricoles permanentes.
L'élevage ovin et bovin est pratiqué.

### Transports

#### Gratuité des transports en commun
En juillet 2018, 11 des 15 comtés estoniens ont adopté la gratuité des déplacements en bus. L'Estonie est ainsi devenue le premier pays européen à prendre cette mesure sur quasiment l'ensemble du territoire, dans le but de limiter l'exode rural et la consommation de combustibles fossiles. La capitale Tallinn offre déjà la gratuité des bus depuis 2013.

### Industrie forestière
L'Estonie compte 1,8 million d'hectares de forêt représentant un capital 274 millions de mètres cubes de bois. L'industrie du bois représente elle environ 9 % de la production industrielle du pays en 1992.

### Pression sur les ressources non renouvelables

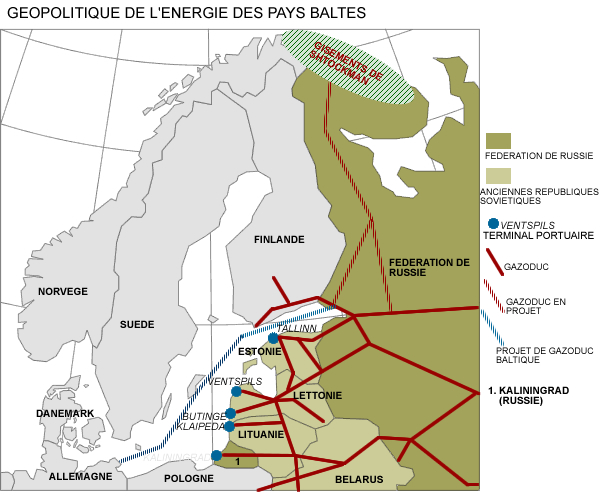
Carte du réseau de gazoducs, des gisements et des ports en mer Baltique.

### Pollutions

#### Les émissions de gaz à effet de serre (GES)
En 2012, les émissions de gaz à effet de serre (GES) étaient de ... MTCO2, soit ... % des émissions mondiales.

#### La pollution de l'air
L'Estonie est le second pays d'Europe, après la Bulgarie, à présenter les taux de pollution urbaine les plus élevés.

#### La gestion des déchets
Une initiative de dépollution de grande ampleur a été mise en place en 2008 au niveau national par l'association Teeme Ära, devenu par la suite Let's do it! World au niveau international. Les zones polluées par de nombreux déchets ainsi que les décharges sauvages ont été localisées par images satellite et par des citoyens qui renseignaient une base de données. Les coordonnées GPS de chaque endroit ont ensuite été communiquées aux participants qui pouvaient localiser les zones proches de chez eux et y intervenir pour s'occuper des déchets. Plusieurs dizaines de milliers d'Estoniens ont participé à ce projet. Cette expérience fut accompagnée d'une vaste campagne de sensibilisation. 80 % des déchets collectés par les bénévoles ont été recyclés.

### Impacts de l'urbanisation
Les principales villes sont : Tallinn (400 378 habitants), Tartu (101 169 habitants), Narva (74 572 habitants), Pärnu (51 927 habitants).

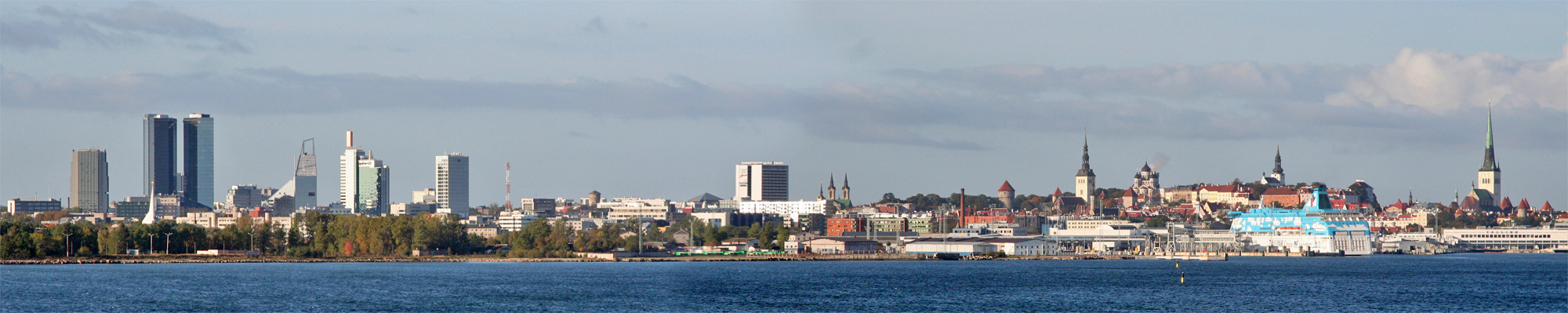
Vue de Tallinn – quartier moderne avec ses gratte-ciels à gauche et la ville historique à droite.

## L'exposition aux risques
L'Estonie est exposée à de multiples aléas naturels : séismes, tempêtes, glissements de terrain, sécheresses, tempêtes de neige...

### Sécheresses et canicules
En 2018, le pays fait face à une vague d'incendies et de sècheresses inédite. L'Europe du Nord connait alors une canicule avec des feux de forêt sans précédent. 339 ha ont brulé en Lettonie en 2018, contre 0 ha en moyenne de 2008 à 2017.

### Inondations
Des inondations ont régulièrement lieu au printemps.

## Politique environnementale en Estonie

### Traités internationaux
L'Estonie a signé le protocole de Kyoto.
Dans le cadre de la COP 21, l'Estonie est engagée à réduire ses émissions de gaz à effet de serre de ...

### Culture écologique
Les Estoniens, comme les autres populations nordiques, sont très proches de la nature et soucieux de la préservation de l'environnement. L'Estonie pratique le libre droit d'accès à la nature comme la Finlande. Le camping sauvage est autorisé partout hors des villes et des endroits qui mentionnent une interdiction spécifique.